# Veseäpple
Veseäpple är en äppelsort som 2005 utsetts till landskapsäpple för Bohuslän. Veseäpplet har funnits i Bohuslän i drygt 200 år och har fått sitt namn av Vese utanför Lysekil. Mognar i september - november och är en sötsyrlig sort. Växer i zon I-III.